# Yoel Alroy
Yoel Alroy (en hebreo: יואל אלרואי‎; Petaj Tikva, Mandato británico de Palestina; 1930 - 21 de septiembre de 2023) fue un futbolista, militar, abogado y político de Israel que jugó en la posición de delantero.

## Carrera

### Futbolista
Jugó toda su carrera con el Maccabi Netanya de 1947 a 1960 con el que anotó 17 goles en 95 partidos, ganó la Copa Netanya de 1953 y llegó a la final de la Copa de Israel en 1954. Durante su carrera como futbolista también hizo el servicio militar, en donde participó en la Guerra del Sinaí, la guerra de los Seis Días y la Guerra de Desgaste, por lo que su carrera no fue constante.

### Tras el retiro
Se graduó de la carrera de Derecho en 1947 en la Universidad Hebrea de Jerusalén, obteniendo el grado de licenciado en 1954 y participó en el Caso Kastner. En 1973 inició su participación en la política con el hoy desaparecido partido Herut, donde fracasó en su intento para ser alcalde de Netanya pero logró ser concejal y principal figura de la oposición de 1974 a 1983.
En 1983 tenía intenciones de dejar la política, pero cambió de parecer luego de ganar las elecciones municipales de Netanya y convertirse en el décimo alcalde de la ciudad, iniciando una ola de desarrollo urbano en Netanya ya que se centró en la renovación y construcción de calles, creación y renovación de espacios públicos y de áreas verdes. Fue reelecto en 1989 y realizó una reforma burocrática y expandió la infraestructura local, pero perdería la reelección de 1993 como representante del partido Likud. En 1998 se volvería a postular para el cargo como candidato independiente pero no ganaría.
Alroy también fue presidente de la Asociación por el Cuidado de Ancianos en Netanya, conocida como Hadar.

## Logros
- Copa Netanya (1): 1953